# Kaple Božího Těla (Horní Slavkov)
Kaple Božího Těla je barokní stavba v Horním Slavkově v okrese Sokolov. Nachází se ve svažitém terénu při hřbitovní zdi, východní od kostela svatého Jiří. Kaple je chráněna jako kulturní památka České republiky.

## Historie
Kaple byla postavena roku 1736 na místě, kde původně stávala dřevěná kaple. Ta byla postavené na paměť událost, jež se odehrála v noci z 19. na 20. března 1702, kdy zloděj ukradl posvěcené hostie z děkanského kostela svatého Jiří. Ty pak vysypal za hřbitovem, kde je ráno našla kolemjdoucí dívka. Na místě nalezených hostií byla ještě téhož roku postavena dřevěná kaple. Po druhé světové válce kaple chátrala, což dokladují dobové fotografie.
V roce 2010 byla kaple opravena.

## Stavební podoba
Architektonicky jednoduchá kaple byla postavena na osmibokém půdorysu. Na plechové stříšce, původně kryté šindelem, stojí zděná polygonální lucerna se stříškou ve tvaru jehlanu. Brzy po dostavbě, pravděpodobně ještě v roce 1736, byly v interiéru provedeny nástěnné malby. Veškeré stěny a strop lucerny byly pokryty freskovou výmalbou. Anton Gnirs se domníval, že jejich tvůrcem mohl být tachovský malíř Matheus Mathiowitz. V současnosti převládá názor, že s vysokou jistotou byly dílem Eliáše Dollhopfa. Na čelní stěně byla vyobrazena Poslední večeře Páně s učedníky okolo stolu. Nad scénou se vznášel Bůh Otec a pod ním Duch svatý v podobě holubice. Na jižní stěně se nacházelo vyobrazení kostela svatého Jiří, nad ním scéna s Ábelem a Melchisedechem. Další motiv zobrazuje původní oltář tohoto kostela. Nad výjevem oltáře byla namalována archa úmluvy se zlatou nádobou s manou a scéna sbírání many na poušti. Nad vchodem byla vyobrazena scéna s andělem, udělujícím svátost oltářní klečící dívce. Na plochém stropu v lucerně vyobrazil malíř Boží oko s hlavičkami andělů. Původní fresky, nyní již restaurované, byly v minulosti silně poškozeny nešetrnými přemalbami, postupným chátráním a vlhkostí. V interiéru se proti vstupu nachází hrob s Kristovým tělem.